# Église Saint-Pierre de Senozan
L'église Saint-Pierre de Senozan est une église située sur le territoire de la commune de Senozan dans le département français de Saône-et-Loire et la région Bourgogne-Franche-Comté. Elle relève de la paroisse Notre-Dame-des-Coteaux en Mâconnais (qui a son siège à Lugny).

## Protection
Elle fait l'objet d'une inscription au titre des monuments historiques depuis le 17 novembre 2014.

## Historique
L’église a été construite au début du XVIIIe siècle sur les fondations de l’église romane. Elle a été consacrée en 1729. 

## Description
Bâtie en pierre locale, elle se compose d’une nef unique, d'un transept court, d'un chevet plat et de deux chapelles latérales.
La façade monumentale est constituée d’un fronton triangulaire reposant sur des pilastres doriques et d’un porche quadrangulaire, percé d’une double baie. Elle est surmontée du clocher.
L’église dispose d'une superbe décoration du XVIIIe siècle, récemment restaurée. L'ensemble des parois intérieures sont ornées : des boiseries d’époque Régence, surmontées de peintures murales du XVIIIe recouvrent tous les murs et les voûtes et constituent de grands panneaux décoratifs à fond rose.

## Mobilier
Le retable baroque en bois sculpté (classé au titre des objets Monuments historiques en 1991) orne le chœur et comprend le tabernacle, les gradins, la monstrance, les boiseries peintes et quatre statues (saint Pierre, saint Michel, saint Paul et saint Jean). Deux anges adorateurs, en bois doré du XVIIIe, classés au titre des objets Monuments historiques en 2018, sont agenouillés sur une nuée. Le tableau central du retable, du XVIIIe siècle, rappelle le vocable sous lequel est placée l'église, montrant la Remise des clés à saint Pierre par le Christ. Quant à l'antependium (devant d’autel), fait de tissu de laine et soie (XVIIe-XVIIIe, inscrit au titre des objets Monuments historiques en 1998), il montre Élie fuyant la colère de Jézabel et secouru par un ange.

## Culte
Édifice consacré du diocèse d'Autun relevant de la paroisse Notre-Dame-des-Coteaux-en-Mâconnais (siège à Lugny) – qui en est affectataire au titre de la loi de 1905 –, l'église de Senozan est, trois siècles après sa construction, un lieu de culte catholique.